# حاضر (حلب)
الحاضر بلدة وناحية تابعة لمنطقة جبل سمعان في محافظة حلب في سوريا. تقع على بعد حوالي 30 كم جنوب مدينة حلب في منطقة جبل الحص. بلغ عدد سكان الناحية 19,382 نسمة حسب تعداد عام 2004.